# مغالطة المقدمات البحتة
مغالطة المقدمات البحتة هي مغالطة قياسية مرتبطة بالقياس القاطع لما هو باطل لأن كلا المقدمات تكون سلبية.
مثال على طريقة القياس الباطل EOO-4
مثال E: ليست القطط كلاب.
افتراض O: بعض الكلاب ليسوا حيوانات أليفة.
افتراض O: بالتالي، بعض الحيوانات الأليفة ليسوا قططًا.
شرح المثال1:
قد يبدو هذا بمثابة استنتاج منطقي حيث يبدو أنه تم اشتقاقه منطقياً حيث أنه إذا لم تكن بعض الكلاب حيوانات أليفة، فمن المؤكد أن بعضها حيوانات أليفة وإلا فستكون الفرضية «ليست الكلاب حيوانات أليفة»، وإذا كانت بعض الحيوانات الأليفة كلابًا، وليست كل الحيوانات الأليفة قططًا، فبالتالي، فأن بعض الحيوانات الأليفة ليست قططًا. ولكن إذا تم تطبيق هذا الافتراض على الكلام الختامي، فقد استخلصنا النتيجة: بعض الحيوانات الأليفة عبارة عن قطط، ولكن هذا لا يدعمه أي من الفرضيات. القطط ليست كلاب، وحالة الكلاب إما حيوانات أليفة أم لا، لا علاقة لهما بما إذا كانت القطط حيوانات أليفة. لا يمكن لمقدمتين سلبيتين تقديم أساس منطقي للاستنتاج حيث إنهما سيكونان دائمًا تعبيرين مستقلين لا يمكن أن يكونا مرتبطين ارتباطًا مباشرًا، وبالتالي اسم «المقدمات البحتية» يصبح أكثر وضوحًا عندما تكون الموضوعات في التقرير غير مرتبطة بشكل أوضح كما يلي:
مثال إضافي على طريقة القياس الباطل EOO-4
افتراض E: ليست الكواكب كلابًا.
افتراض O: بعض الكلاب ليسوا حيوانات أليفة.
افتراض O: وبالتالي، بعض الحيوانات الأليفة ليست كواكب.
شرح المثال2:
في هذا المثال يمكننا أن نرى بوضوح أكبر أن الفرق المادي بين الكلب والكوكب لا علاقة له بتأنيس الكلاب. المقدمتان بحتيتان والاستنتاج اللاحق هراء، حيث أن النقل يعني ضمناً أن بعض الحيوانات الأليفة عبارة عن كواكب.
الاستنتاج:
الشيء المحتمل أن الكلام الختامي ليس ذو صلة في هذه المغالطة. الاستنتاجات في كلا المثالين لا جدال فيهم، ومع ذلك، يُناقش كلاهما على منطق خاطئ ولن يصمد كحجج صحيحة.